# Bellevalia shiraziana
Bellevalia shiraziana là một loài thực vật có hoa trong họ Măng tây. Loài này được Parsa mô tả khoa học đầu tiên năm 1949.